# استوکاریدو
استوکاریدو (به ایتالیایی: Stoccareddo) یک منطقهٔ مسکونی در ایتالیا است که در گالیو واقع شده‌است. استوکاریدو ۴۰۰ نفر جمعیت دارد و ۹۸۱ متر بالاتر از سطح دریا واقع شده‌است.